# Trần Nguyên Quang
Trần Nguyên Quang (chữ Hán: 陳元光, 657 - 711), tự Đình Cự, hiệu Long Hồ, người núi Phù Quang, Quang Châu  tướng lĩnh, quan viên nhà Đường thời Vũ thái hậu nhiếp chính, có công khai phá Chương Châu, được dân gian tôn sùng là Khai Chương thánh vương.

## Tiểu sử
Nguyên Quang sinh ngày 16/2 ÂL năm Hiển Khánh thứ 2 (657), mất vào ngày 5/11 ÂL năm Cảnh Vân thứ 2 (711). Nguyên quán của ông được cho là Cố Thủy, hoặc Yết Dương, hoặc Hà Đông (nay thuộc Sơn Tây), nhưng phần lớn tài liệu cho là Cố Thủy.
Nguyên Quang từ nhỏ đọc khắp kinh thư, làu thông tử sử, tự viết ra binh pháp, xạ pháp (phép bắn tên) mà luyện tập. Năm lên 13, được nạp chức Hương tiến, theo cha là Lĩnh Nam hành quân tổng quản Trần Chính đến nhiệm sở.
Năm 669, Trần Chính mất khi đang ở chức, Nguyên Quang tập chức của cha, nhận phong Tả Ngọc Kiềm vệ Dực phủ Tả lang tướng, lập tức tiến đánh cuộc nổi dậy của người Quảng Đông là Trần Khiêm liên kết với thủ lĩnh người Man là Miêu Tự Thành, Lôi Vạn Hưng đang nhắm vào Triều Dương, đàn áp được.
Năm 681, giặc cướp nổi lên đánh phá làng mạc ven Nam Hải, Tuần Châu tư mã Cao Vương Định nhận lệnh đánh dẹp, truyền hịch gọi Nguyên Quang. Ông theo đường nhỏ tập kích lũy giặc, bắt giết hàng vạn tên, nhờ công được tiến Chính nghị đại phu, Lĩnh Nam hành quân tổng quản.
Năm 683, Nguyên Quang cho rằng khu vực Mân Nam, bắc đến Tuyền Châu , nam đến Triều Châu, tây đến Cống Châu, dân cư Man – Hán hỗn tạp, không thể chỉ dùng vũ lực để áp chế, mà còn phải dùng lễ giáo để vỗ về, nên dâng biểu xin lập châu. Năm Thùy Củng thứ 2 (686), Võ Hậu chuẩn tấu, kiến lập Chương Châu (trước gọi là quận Chương Phổ), quản hạt 2 huyện Chương Phổ, Hoài Ân; nhận lệnh làm thứ sử Chương Châu kiêm huyện lệnh Chương Phổ. Trong thời gian Nguyên Quang tại nhiệm, củng cố thủy lợi, phát triển nông nghiệp, tổ chức phủ học, bồi dưỡng nhân tài, khiến cho trăm họ được an cư lạc nghiệp.
Năm 711, các con của Miêu Tự Thành, Lôi Vạn Hưng nổi dậy, Nguyên Quang đưa khinh kỵ đi đánh, do bộ binh chưa đến kịp nên giao chiến bất lợi, bị tướng địch Lam Phụng Cao  đâm bị thương, mất trên đường lui quân.

## Tác phẩm
Đến nay vẫn còn hơn 50 bài thơ và tác phẩm Long Hồ tập của Trần Nguyên Quang.

## Gia đình
Các tài liệu ghi chép khác nhau về tổ tịch của Trần Nguyên Quang, nhưng hầu như thống nhất như sau: Ông nội là Trần Đức, bà nội họ Ngụy. Cha là Trần Chính, mẹ họ Quách. Vợ họ Chung, họ Ninh, họ Tống. Con là Trần Hướng. Cháu là Trần Phong. Chắt là Trần Mô.
Hướng, Phong, Mô nối nhau làm thứ sử Chương Châu.

## Ghi nhớ
Sau khi Nguyên Quang mất, người dân thương tiếc, tạm chôn ở Đại Trì Nguyên thuộc Tuy An Khê  (đến nay di chỉ vẫn còn). Triều đình ban chiếu truy tặng Báo Thao vệ trấn quân. Năm Khai Nguyên thứ 4 (716), dời mộ về Lý Úc Xuyên thuộc Chương Phổ, có chiếu lập miếu, gọi là Trần tướng quân từ, ban nhạc khí, tế khí, truy phong Dĩnh Xuyên hầu, con cháu nối đời làm Thứ sử.
Năm Trinh Nguyên thứ 2 (786) lại dời mộ về Long Khê ; nhằm thuận tiện cho việc tế tự, có sắc cho quan viên Hữu tư cải táng ở núi Cao Pha, Tùng Châu, sông Cửu Long thuộc châu trị  cho lập thêm miếu, miếu cũ gọi là Tây miếu.
Thời Ngũ Đại Thập Quốc, truy phong Quảng Tế vương.
Năm 1074 Bắc Tống, truy phong Trung Ứng hầu.
Năm 1130 Nam Tống, phía bắc thành Chương Châu lập thêm 1 tòa miếu, gọi là Bắc miếu. Năm 1143, phong Khai Chương chủ thánh vương; năm 1146, phong Linh Chứ vương.
Đầu đời Minh phong Chiêu Liệt hầu, nhưng nhân dân Phúc Kiến trong nội địa hay di dân đến Đài Loan vẫn tôn sùng là Khai Chương thánh vương, nhiều nơi lập miếu thờ phụng.
Ngày nay tại Cố Thủy và Chương Châu đều cho dựng tượng của Nguyên Quang.